# Арейское (озеро)
Арейское (Арей; бур. Арии нуур) — озеро, расположенное на высоте 996 метров над уровнем моря в седловине между Малханским и Яблоновым хребтом на территории Улётовского района Забайкальского края России. Является памятником природы и активно используется в рекреационных целях.
В озеро не впадают реки, оно запитано подземными водами. Длина озера — 3,1 км, ширина — 2 км. Площадь водной поверхности — 4,6 км². Наибольшая глубина — 13,5 метра. Минерализация воды — 200—250 мг/дм³.

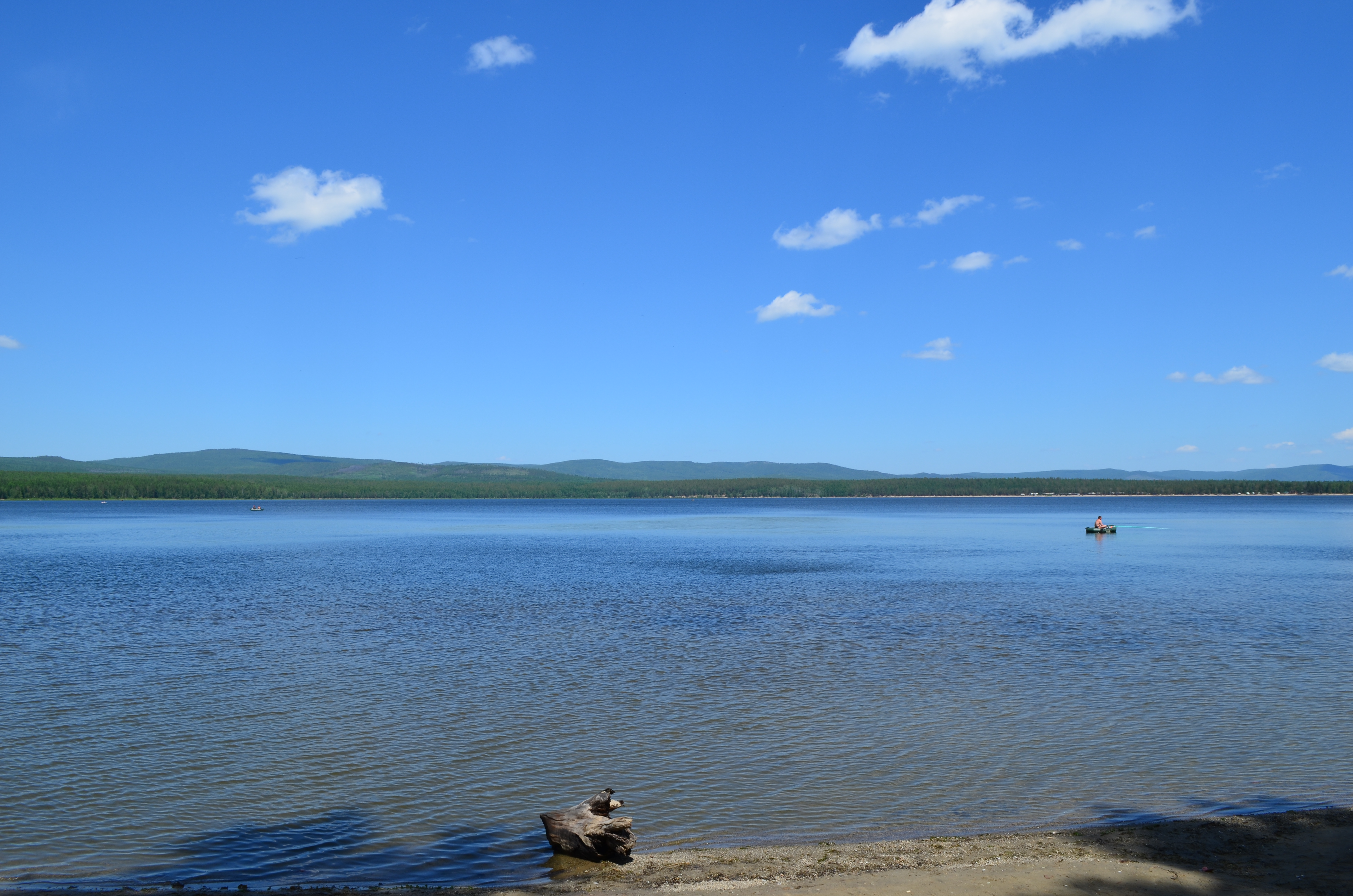
Озеро Арей

Вода Арея слабощелочная, слабоминерализированная (200—250 мг/л) гидрокарбонатная натриево-магниево-кальциевая. Обнаружено высокое содержание калия, определены кремниевая кислота, бром, фтор, литий и другие активные элементы. Вблизи береговой линии — выход источника «Глазной», вода которого содержит 55 мг/л кремниевой кислоты. Грязь озера содержит высокие концентрации (мг/кг) соединений железа (259,2), цинка (1,3), меди (1,1). Работы, проведенные иркутскими и читинскими медиками, подтвержденные Томским НИИ курортологии и физиотерапии, показывают, что воды и грязи озера Арей имеют ярко выраженный терапевтический эффект при дерматозах, особенно при лечении псориаза и дерматита. Получен уникальный эффект при лечении трудно заживающих трофических язв. Грязи используются здравницами региона, например, военным санаторием «Молоковка» (во второй половине XX века существовала грязелечебница, но из-за дефолта 1998 года её закрыли, а здание сгорело). Дно водоёма вблизи берегов покрыто водной растительностью и выстлано серыми песками, черными и коричневыми илами. Ихтиофауна Арея типична для водоёмов бассейна реки Амур. Озеро окружено сосновым лесом, от болотистых долин, подходящих с двух сторон, отгорожено высокими песчаными валами. В окрестностях отмечается богатая растительность, по южному берегу расположено большое количество муравейников.
Одними из ранних исследователей озера были члены Нерчинской экспедиции под руководством Фёдора Соймонова. В 1769—1774 годах экспедицией была составлена карта, на которой озеро называлось Ареем. На этой карте помечена так же река Тарей, берущая начало около озера, которая дала название озеру. В свою очередь, с бур. торин переводится как «кругом» или «объездом», что говорит о форме озера.
На 2007 на побережье озера функционируют две неблагоустроенные туристические базы — «Арей» и «Кристалл» (ООО «Читатурист»). Водоём и окрестные леса испытывают повышенную рекреационную нагрузку.